# Ligne de Saint-Sever à Hagetmau
La ligne de Saint-Sever à Hagetmau est une ligne ferroviaire française, qui relie la gare de Saint-Sever à celle d'Hagetmau. Il était prévu de prolonger la ligne vers Pau, mais ce projet fut abandonné en 1941.
La ligne (n° 653 000 du réseau ferré national) est restée ouverte au transport des marchandises jusqu'en 2009, puis sa fermeture officielle a été prononcée par le conseil d'administration de SNCF Réseau le 16 janvier 2018.
Cette ligne est concédée à titre éventuel par l'État à la Compagnie des chemins de fer du Midi et du Canal latéral à la Garonne par une loi le 17 juillet 1886. Elle est déclarée d'utilité publique et sa concession est confirmée par une autre loi le 28 novembre 1896.
La ligne n'est ouverte que le 27 février 1910 par la Compagnie des Chemins de fer du Midi.
Un prolongement entre Hagetmau et Pau est concédé à titre éventuel à la Compagnie des chemins de fer du Midi et du Canal latéral à la Garonne par une convention signée le 4 juillet 1908 entre le ministre des Travaux publics et la compagnie. Cette convention est approuvée par une loi le 17 juillet suivant. Une loi du 31 mars 1910 déclare la ligne d'utilité publique et rend définitive sa concession. Les travaux commencent après la Première Guerre mondiale, mais ils ne sont jamais terminés et la ligne est déclassée par une loi le 30 novembre 1941.
En 1938, la ligne Saint-Sever - Hagetmau est reprise par la Société nationale des chemins de fer français. Le 2 octobre 1938, la ligne est fermée au service voyageurs. Le trafic fret a cessé au début des années 2010.